# Санбери
Санбери (енгл. Sunbury) је град Аустралији у савезној држави Викторија. Према попису из 2006. у граду је живело 29.566 становника.

## Становништво
Према попису, у граду је 2006. живело 29.566 становника.
| 1991.  | 1996.  | 2001.  | 2006.  |
| ------ | ------ | ------ | ------ |
| 18,533 | 22,126 | 25,156 | 29,566 |